# Хронологія рекордів України з бігу на 100 метрів серед чоловіків
Рекорди України з бігу на 100 метрів визнаються Федерацією легкої атлетики України з-поміж результатів, показаних українськими легкоатлетами на відповідній дистанції на біговій доріжці стадіону, за умови дотримання встановлених вимог.

## Хронологія рекордів

### Ручний хронометраж
- Рекорди УРСР за ручним хронометражем на дистанції 100 метрів фіксувались впродовж всього періоду існування СРСР (до 1992 року), в тому числі й після 1976 року паралельно з фіксацією рекордів за автоматичним хронометражем.
- За часів незалежної України Федерація легкої атлетики України скасувала можливість реєстрації рекордів України на дистанції 100 метрів з часом, зафіксованим ручним хронометражем, лише наприкінці 2003.
- В першому стовпчику таблиці вказаний номер рекорду в хронологічному порядку. Відсутність такого номера навпроти відповідного результату означає, що він не був затверджений з певних причин як рекорд УРСР (України).

| | Час  | Атлет                            | Місто змагань | Дата змагань  | Примітки | Відео |
| --- | ---- | -------------------------------- | ------------- | ------------- | -------- | ----- |
| 1 | 12,6 | Михайло Роматовський Харків      | Харків        | 12.08.1921    |          |       |
| Всеукраїнська олімпіада, спортивний майданчик «Гельферіх-Саде», ф1: 1. Михайло Роматовський 12,6. |      |                                  |               |               |          |       |
| 2 | 11,4 | Василь Калина Київ               | Харків        | 12.08.1922    |          |       |
| |      |                                  |               |               |          |       |
| 3 | 11,3 | Михайло Хейфіц Київ              | Харків        | 16.09.1923    |          |       |
| |      |                                  |               |               |          |       |
| 4 | 11,0 | Василь Калина Полтава            | Харків        | 11.07.1924    |          |       |
| Матчева зустріч УРСР-Фінляндія, спортивний майданчик заводу «Серп і молот», ф1: 1. Василь Калина 11,0. 2. Вірта 11,4. |      |                                  |               |               |          |       |
| | 10,8 | Марко Підгаєцький Москва         | Берлін        | 22.08.1926    |          |       |
| Міжнародні змагання, Дойче Штадіон, заб1. Показаний результат не був затверджений як рекорд УРСР, оскільки на цих змаганнях Марко Підгаєцький представляв Москву, а не Харків, та до 1945 в УРСР діяло правило, яке унеможливлювало визнавати рекордами УРСР результати, показані українськими спортсменами поза межами УРСР. Зі спогадів Володимира Дьячкова: "Стояло спекотне сухе московське літо 1926 року. Я тільки-но закінчив перший курс і присвячував вільний час тренуванням. У цьому був свій особливий сенс: рішенням ЗРФК [Загальносоюзна рада фізичної культури, тогочасний керівний орган у галузі спорту. - Прим.] створювалася збірна команда легкоатлетів і велосипедистів, яка мала виступити в столицях Франції і Німеччини. ... Закінчивши виступи на французькій землі, ми приїхали до Берліна, де 22 серпня взяли участь у великих міжнародних змаганнях. На величезному берлінському стадіоні в Грюнвальді з його п'ятисотметровою біговою доріжкою того дня виступало понад тисячу легкоатлетів з Німеччини, Фінляндії, Австрії, Чехословаччини. Багато з них мали результати високого міжнародного класу, європейську популярність. Боротьба була дуже впертою, і такої великої переваги, як в Парижі, ми не мали. Але в цілому іспит був складений успішно. Чудову перемогу над першокласними спринтерами фінами Манком і Валем в бігу на 400 метрів здобув Марко Підгаєцький. Стартувавши по крайній доріжці, він дуже добре побудував біг тактично: на останній прямій дістав Манка і на фініші обійшов його з просвітом більш ніж в 5 метрів. У Підгаєцького був і кращий результат дня в бігу на 100 метрів (10,8), який він показав у попередньому забігу. Фінал «сотки» проводився відразу після фіналу на 400 метрів, і Марк, природно, відмовився від участі в ньому." Дьячков В.М. Высоте нет предела. — Москва : «Физкультура и спорт», 1980. — С. [?]. |      |                                  |               |               |          |       |
| | 11,0 | Марко Підгаєцький Харків         | Москва        | 12.08.1928    |          |       |
| Рекорд СРСР. Загальносоюзна спартакіада, стадіон профспілки харчовиків, чф1: 1. Марко Підгаєцький 11,0. Показаний результат не був затверджений як рекорд УРСР, оскільки до 1945 року в УРСР діяло правило, яке унеможливлювало визнавати рекордами УРСР результати, показані українськими спортсменами поза межами УРСР. |      |                                  |               |               |          |       |
| | 10,8 | Марко Підгаєцький Харків         | Москва        | 14.08.1928    |          |       |
| Загальносоюзна спартакіада, стадіон профспілки харчовиків, пф1. Результат не був затверджений як рекорд УРСР, оскільки був показаний за межами УРСР. |      |                                  |               |               |          |       |
| 5 | 10,9 | Петро Ананьєв Одеса              | Одеса         | 07.06.1936    |          |       |
| |      |                                  |               |               |          |       |
| | 10,6 | Марко Воликов Харків             |               | 1936          |          |       |
| Результат не був затверджений рекордом УРСР, оскільки був показаний за межами УРСР. |      |                                  |               |               |          |       |
| 6 | 10,7 | Марко Воликов Харків             | Харків        | 27.07.1937    |          |       |
| Чемпіонат УРСР, ф1: 1. Марко Воликов 10,7. |      |                                  |               |               |          |       |
| | 10,6 | Роман Сеницький Львів            | Москва        | 25-30.08.1940 |          |       |
| Чемпіонат СРСР, стадіон «Динамо», ф1: 1. Роман Сеницький 10,6. 2. Петро Головкін (Москва) 10,6. 3. Іван Анисимов (Харків) 10,7. У фіналі, невдало взявши старт, П.Головкін на самому початку бігу програв Р.Сеницькому до 2 метрів. Протягом всієї дистанції просвіт між бігунами скорочувався. На фініші П.Головкін відстав лише на груди. Результат переможця не був затверджений рекордом УРСР, оскільки був показаний за межами УРСР. |      |                                  |               |               |          |       |
| 7 | 10,6 | Геннадій Дагман Донецьк          | Одеса         | 11.06.1949    |          |       |
| |      |                                  |               |               |          |       |
| 8 | 10,5 | Юрій Карпюк Київ                 | Київ          | 06.08.1954    |          |       |
| |      |                                  |               |               |          |       |
| 9 | 10,5 | Леонід Бартенєв Київ             | Нальчик       | 24.04.1955    |          |       |
| |      |                                  |               |               |          |       |
| 10 | 10,4 | Леонід Бартенєв Київ             | Варшава       | 08.08.1955    |          |       |
| ІІ Міжнародні спортивні ігри молоді, стадіон Війська польського, ф1: 1. Леонід Бартенєв 10,4. 2. Борис Токарев 10,4. 3. Бела Голдованьї 10,5. 4. Юрій Коновалов 10,5. 5. Вацлав Янечек 10,7. 6. Іон Візенмайєр 10,8. |      |                                  |               |               |          |       |
| 11 | 10,3 | Леонід Бартенєв Київ             | Київ          | 26.05.1956    |          |       |
| |      |                                  |               |               |          |       |
| 12 | 10,3 | Леонід Бартенєв Київ             | Будапешт      | 20.06.1959    |          |       |
| Матчева зустріч УРСР-Угорщина, «Непштадіон», ф1: 1. Леонід Бартенєв 10,3. 2. Л. Кішш 10,5. 3. І. Чісар 10,6. 4. Віктор Усатий 11,4. |      |                                  |               |               |          |       |
| 13 | 10,2 | Леонід Бартенєв Київ             | Київ          | 25.06.1960    |          |       |
| |      |                                  |               |               |          |       |
| 14 | 10,0 | Валерій Борзов Київ              | Київ          | 18.08.1969    |          |       |
| Чемпіонат СРСР, Центральний стадіон, ф1: 1. Валерій Борзов 10,0 (повторення рекордів Європи та СРСР). 2. Леонід Мікішев (Москва) 10,2. 3. Микола Іванов (Московська обл.) 10,2. Зі спогадів В. Борзова: "... коли перед чемпіонатом СРСР 1969 року Петровський [Валентин Васильович Петровський, тренер В.Борзова. - Прим.] сказав мені, що я готовий за всіма показниками на результат 10,0 і маю пробігти стометрівку за 10,0-10,1, що, на його думку, забезпечить перемогу, в мене не було жодної тіні сумніву в реальності такого плану. ... надто незвичною була обстановка під час фіналу: вибухнула сильна гроза, і постріли стартового пістолета перемежовувались з гуркотом грому. ... Перші краплі дощу впали на землю як раз в той момент, коли нас вивели до місця старту. Звичні дії під час встановлення стартових колодок цілковито заспокоїли мене і дозволили повністю зосередитись на виконанні технічно правильного старту. Коли суддя ... подав команду "На старт!", погода зовсім оскаженіла і дощ пішов суцільною стіною. Через це я інстинктивно розпочав біг у нахилі, не підіймаючи голови, а коли випрямився - це було десь на тридцятому метрі дистанції, - то не побачив поряд нікого з суперників. Всі вони бігли приблизно півметра позаду, і я тільки відчував їх дихання та шурхотіння доріжки під ногами. Я рвався крізь стіну дощу та відчував, як конкуренти відстають дедалі більше. На фініші мене взяли в облогу фотокореспонденти. Хтось поздоровляв мене, хтось намагався прикрити своєю парасолькою, з мене зривали стартовий номер і навіть майку, а я напружено вслуховувався в оголошення диктора: "Чемпіоном країни став Валерій Борзов, який повторив рекорд СРСР - 10 секунд рівно!"" Борзов В.Ф. 10 секунд - целая жизнь: Документальная повесть / Литературная запись Е.Чена. — Киев : «Молодь», 1987. — С. 35-36.                          |      |                                  |               |               |          |       |
| 15 | 10,0 | Валерій Борзов Київ              | Київ          | 21.06.1971    |          |       |
| Спартакіада УРСР, Центральний стадіон, ф1: 1. Валерій Борзов 10,0 (повторення рекорду СРСР). |      |                                  |               |               |          |       |
| 16 | 10,0 | Валерій Борзов Київ              | Мілан         | 16.06.1972    |          |       |
| Матчева зустріч СРСР-Італія-Бельгія-Румунія (чоловіки), ф1 (0,0 м/с): 1. Валерій Борзов 10,0 (повторення рекордів Європи та СРСР). 2. П'єтро Меннеа 10,0. 3. Володимир Атамась 10,2. 4. Енніо Преатоні 10,3. 5. М. де Марші 10,5. 6. Георге Замфіреску 10,5. 7. Г. Стас 10,5. 8. Тома Петреску 10,5. |      |                                  |               |               |          |       |
| 17 | 10,0 | Валерій Борзов Київ              | Москва        | 18.07.1972    |          |       |
| Чемпіонат СРСР, Центральний стадіон імені В. І. Леніна, ф1 (0,8 м/с): 1. Валерій Борзов 10,0 (повторення рекорду СРСР). 2. Олександр Корнелюк (Москва) 10,2. 3. Володимир Атамась (Полтава) 10,3. 4. Юрій Сілов (Рига) 10,3. 5. Рімвідас Аукштуоліс (Вільнюс) 10,3. 6. Олександр Жидких (Мінськ) 10,4. 7. Олександр Багаєв (Новосибірськ) 10,5. 8. Василь Зезетко (Гомель) 10,8. |      |                                  |               |               |          |       |
| 18 | 10,0 | Валерій Борзов Київ              | Київ          | 04.07.1975    |          |       |
| Матчева зустріч СРСР-США-НРБ, Центральний стадіон, ф1: 1. Валерій Борзов 10,0 (повторення рекорду СРСР). 2. Олександр Корнелюк 10,2. 3. Чарлі Веллз 10,2. 4. Ед Престон 10,4. Поза конкурсом: Микола Колесников 10,3. Ларрі Браун США 10,4. |      |                                  |               |               |          |       |
| | 10,0 | Олександр Пуговкін Ворошиловград | Стаханов      | 03.08.1985    |          |       |
| ф1. |      |                                  |               |               |          |       |
| | 10,0 | Віктор Бризгін Ворошиловград     |               | 1985          |          |       |
| ф1. |      |                                  |               |               |          |       |
| | 10,0 | Віктор Бризгін Ворошиловград     | Стаханов      | 26.04.1986    |          |       |
| ф1. |      |                                  |               |               |          |       |
| | 10,0 | Андрій Федорів Львів             | Москва        | 11.05.1986    |          |       |
| ф1. |      |                                  |               |               |          |       |
| | 10,0 | Дмитро Ваняікін Київ             | Київ          | 13.06.1992    |          |       |
| ф1 (1,1 м/с): 1. Дмитро Ваняікін 10,0. 2. Андрій Строкань (Київ) 10,4. Поза конкурсом: Валерій Гуляєв (Бровари) 10,4. Результат переможця не був визнаний рекордом України у зв'язку з невиконанням вимог, необхідних для реєстрації національного рекорда. |      |                                  |               |               |          |       |
| | 10,0 | Леонід Яжинський Львів           | Рівне         | 18.09.1993    |          |       |
| Чемпіонат ЦР ФСТ «Колос», ф1. Результат переможця не міг бути визнаний рекордом України у зв'язку з тим, що попутний вітер перевищував норму. |      |                                  |               |               |          |       |
| | 10,0 | Сергій Осович Івано-Франківськ   | Ужгород       | 07.05.1994    |          |       |
| Кубок «Дружба», заб1 (2,8 м/с). Результат переможця не міг бути визнаний рекордом України у зв'язку з тим, що попутний вітер перевищував норму. |      |                                  |               |               |          |       |
| | 10,0 | Сергій Осович Івано-Франківськ   | Ужгород       | 07.05.1994    |          |       |
| Кубок «Дружба», ф1 (3,2 м/с): 1. Сергій Осович 10,0. 2. В'ячеслав Кабанов (Миколаїв) 10,1. 3. Леонід Яжинський (Львів) 10,2. 4. Микола Тимченко (Миколаїв) 10,2. 5. Ігор Родзяк (Рівне) 10,3. Результат переможця не міг бути визнаний рекордом України у зв'язку з тим, що попутний вітер перевищував норму. |      |                                  |               |               |          |       |
| 19 | 9,9  | Владислав Дологодін Харків       | Харків        | 13.05.1994    |          |       |
| Чемпіонат Харківської області, заб1 (0,0 м/с). |      |                                  |               |               |          |       |
| 20 | 9,9  | Владислав Дологодін Харків       | Харків        | 13.05.1994    |          |       |
| Чемпіонат Харківської області, ф1 (0,0 м/с). |      |                                  |               |               |          |       |
| | 9,9  | Владислав Дологодін Харків       | Харків        | 05.05.1998    |          |       |
| Кубок Харківської області, ф1: 1. Владислав Дологодін 9,9. 4. Олександр Білоусов (Харків) 10,4. |      |                                  |               |               |          |       |

### Автоматичний хронометраж
Рекорди УРСР з бігу на 100 метрів за електронним хронометражем почали фіксуватись з 1977. На той момент найкращим результатом українців був час, показаний Валерієм Борзовим у чвертьфінальному забігу на Олімпійських іграх в Мюнхені. Цей результат і був визнаний першим рекордом УРСР. Він продовжує бути рекордом України сьогодні.
| | Час   | Атлет                        | Місто змагань | Дата змагань | Примітки | Відео |
| --- | ----- | ---------------------------- | ------------- | ------------ | -------- | ----- |
| 1 | 10,07 | Валерій Борзов Київ          | Мюнхен        | 31.08.1972   |          |       |
| Олімпійські ігри, Олімпійський стадіон, 3чф1 (0,0 м/с): 1. Валерій Борзов 10,07. 2. Роберт Тейлор 10,16. 3. Хейзлі Кроуфорд 10,18. 4. Зенон Новощ 10,40. 5. Клаус Ель 10,44. 6. Лес Піггот 10,53. 7. Домінік Шовло 10,54. 8. Ганс-Юрген Бомбах 10,64. Зі спогадів В. Борзова: "І в попередньому забігу, і в чвертьфіналі було вирішено працювати економно. В першому колі це повністю вдалось - я контролював весь біг з першого до останнього метра. Але в чвертьфіналі вийшло так, що я спрацював майже на повну потужність, правда, супротив своєї волі та з не залежних від мене обставин. Після перерви між попереднім забігом та чвертьфіналом ми зустрілись з Петровським на розминочному полі. Я знову гарно розім'явся, зробив кілька спеціальних вправ, і тут хтось сказав, що час чвертьфінальних забігів переноситься. "Бути цього не може, - сказав мій тренер. - Все ж такі Олімпіада! Щось тут не так. Підемо від гріха до предбанника. Зачекаємо на старт там". В очікуванні виклику на старт я навіть подрімав хвилин 15. Розбудив мене Петровський, каже з тривогою: "Твій забіг". У предбаннику був телевізор і можно було спостерігати, що робиться на стадіоні. Я знав: наступного кола моїм суперником має бути Роберт Тейлор. І раптом бачу його на телевізійному екрані. Так це ж мій чвертьфінал! Я кинувся до дверей, відштовхнув службовця і вискочив на доріжку. Учасники мого забігу вже знімали костюми... Ледь я встиг встановити колодки, як пролунала команда "На старт!" Про цей біг я навряд чи можу сказати щось певне: нічого не запам'ятав, крім реву трибун. Я тільки уявив собі, що могло відбутись, якби я запізнився та моя машина "зіскочила з гальм". Я промчався дистанцією, навіть не помітивши її. І тільки поступово відходячи від цього скаженого бігу, глянув на табло - 10,07. Так швидко я ще ніколи не бігав. Якби цього дня час фіксували ручним секундоміром, то напевно я "вибіг" би з 10 секунд." Борзов В.Ф. 10 секунд - целая жизнь: Документальная повесть / Литературная запись Е.Чена. — Киев : «Молодь», 1987. — С. 72-73. |       |                              |               |              |          |       |
| 52 роки, 198 днів від дати встановлення |       |                              |               |              |          |       |
| | 10,03 | Віктор Бризгін Ворошиловград | Ленінград     | 07.06.1986   |          |       |
| Меморіал братів Знаменських, стадіон імені С.М.Кірова, 1заб1 (-2,5 м/с). Показаний результат був визнаний рекордом СРСР та залишався ним до припинення СРСР. В період незалежної України (до 1996 року) вважався рекордом України. Проте, пізніше час В.Бризгіна був виключений з офіційних списків результатів ІААФ та позбавлений статусу рекорда України через показник зустрічної швидкості вітру, правильність вимірювання якого була піддана сумніву. В фінальному забігу Віктор посів перше місце, показавши 10,07 із зустрічним вітром 1,2 м/с. Цей результат згодом також був виключений з офіційних довідників з огляду на сумнівність показника вітру. |       |                              |               |              |          |       |
| | 10,02 | Владислав Дологодін Харків   | Київ          | 17.05.1996   |          |       |
| Відкритий чемпіонат м. Києва, Республіканський стадіон, ф1 (0,9 м/с): 1. Владислав Дологодін (Харків) 10,02. 2. Костянтин Рурак (Кривий Ріг) 10,03. 3. Сергій Осович (Івано-Франківськ) 10,04. 4. Олег Крамаренко (Запоріжжя) 10,21. 5. Дмитро Ваняікін (Запоріжжя) 10,23. 6. Андрій Гавриленко (Чернігів) 10,29. 7. Олексій Чихачов (Запоріжжя) 10,32. 8. Віталій Сенів (Тернопіль) 10,34. Результат переможця був визнаний рекордом України та залишався таким до середини 2000-х. Проте, пізніше, всі показані в забігу результати були виключені з офіційних списків результатів ІААФ, а результат В.Дологодіна — позбавлений статусу рекорда України через сумніви в коректності роботи автоматичного хронометражу. |       |                              |               |              |          |       |

## Фото
|                                                                  |
| Василь Калина (перший зліва) та Марко Підгаєцький (другий зліва) |

|                 |
| Леонід Бартенєв |

|                |
| Валерій Борзов |

|                |
| Віктор Бризгін |

|                                                                               |
| Фініш Валерія Борзова на 100 метрів, Матч СРСР-США-Болгарія, 04.07.1975, Київ |